# ジオ・ウルシェラ
- ジオ・アーシェラ

ジオバニー・ウルシェラ・サルセド（Giovanny Urshela Salcedo, 1991年10月11日 - ）は、コロンビアのボリーバル県カルタヘナ出身のプロ野球選手（内野手）。右投右打。MLBのアスレチックス所属。
かつての登録名は「ジオバニー・ウルシェラ（Giovanny Urshela）」。愛称は「ジオ（Gio）」で、2018年シーズンからの登録名は「ジオ・ウルシェラ（Gio Urshela）」。
メディアによると「アーシェラ」と表記されることがある。

## 経歴

### プロ入りとインディアンス時代
2008年7月にクリーブランド・インディアンスと契約を結んでプロ入り。
2009年は、まず傘下のルーキー級ドミニカン・サマーリーグ・インディアンスでプレーした。ここでは、27試合に出場して打率.269、1本塁打、24打点、29安打を記録した。その後、渡米してルーキー級アリゾナリーグ・インディアンスでプレーした。ここでは、32試合に出場して打率.257、11打点、27安打を記録した。
2010年は、年間を通じてA-級マホーニングバレー・スクラッパーズでプレーした。この年は、58試合に出場して打率.290、3本塁打、35打点、64安打を記録した。
2011年は、年間を通じてA級レイクカウンティ・キャプテンズでプレーした。この年は、126試合に出場して打率.238、9本塁打、46打点、120安打を記録した。
2012年は、年間を通じてA+級カロライナ・マドキャッツでプレーした。この年は、114試合に出場して打率.278、14本塁打、59打点、122安打を記録した。
オフの11月に開催された第3回ワールド・ベースボール・クラシック（WBC）予選のコロンビア代表に選出された。
2013年は、年間を通じてAA級アクロン・エアロズでプレーした。この年は、116試合に出場して打率.270、8本塁打、43打点、120安打を記録した。
2014年は、まずAA級アクロン・ラバーダックスでプレーした。ここでは、24試合に出場して打率.300、5本塁打、19打点、27安打を記録した。その後、AAA級コロンバス・クリッパーズへ昇格した。ここでは、104試合に出場して打率.276、13本塁打、65打点、109安打を記録した。
オフの11月21日にルール・ファイブ・ドラフトで指名される事を回避するために40人枠に登録された。

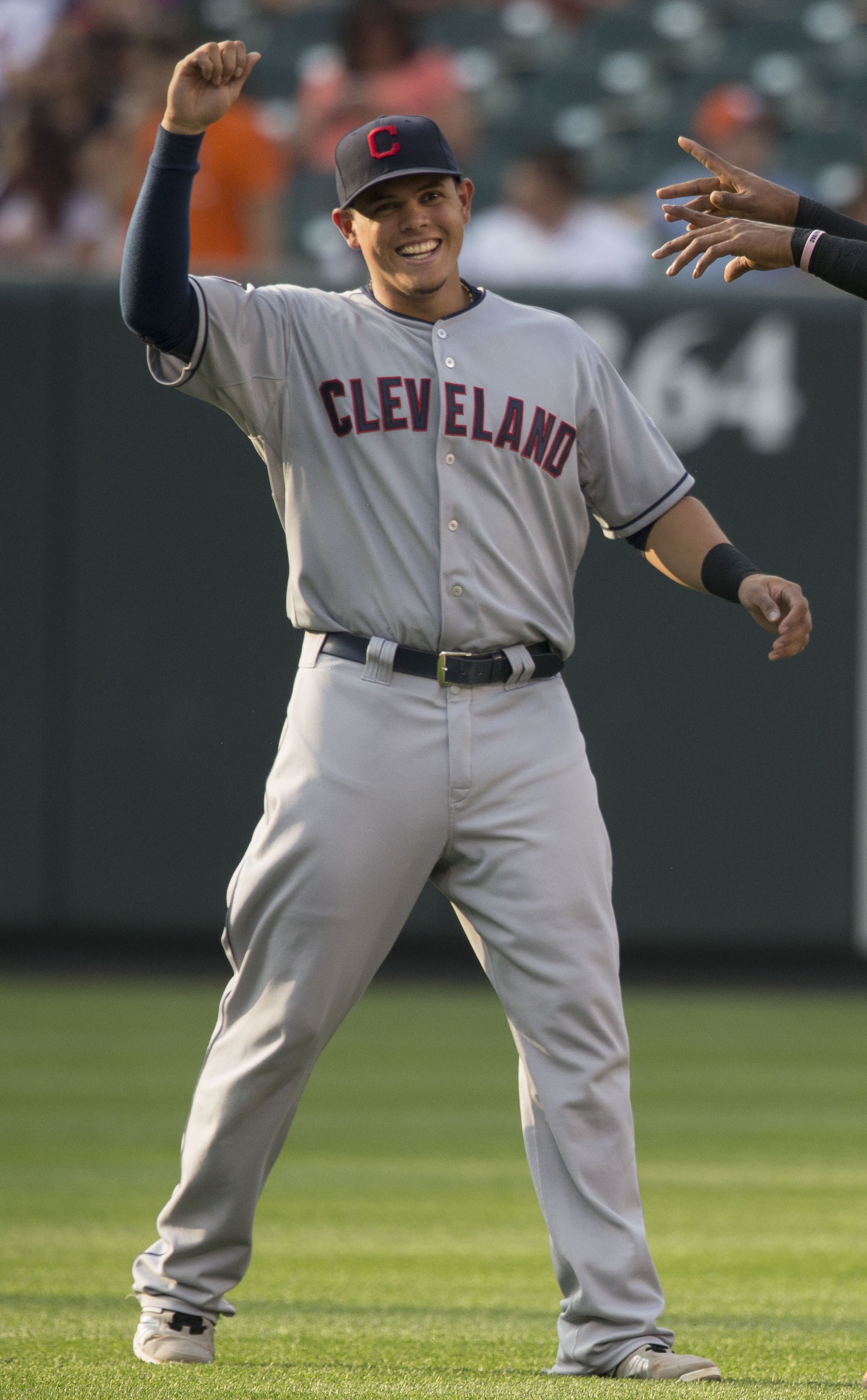
クリーブランド・インディアンス時代
（2015年6月26日）

2015年6月8日にメジャー初昇格を果たし、翌9日のシアトル・マリナーズ戦でメジャーデビュー。11日の同カードではメジャー初安打と初本塁打を放った。以後、三塁手のレギュラーに定着して81試合に出場。しかし打率.225、6本塁打、21打点に終わった。
2016年はメジャーでの出場機会はなかった。マイナーのAAA級コロンバスでは117試合に出場して打率.274、8本塁打、57打点、OPS.674という成績を記録。守備面では104試合で守った三塁で9失策、守備率.970を記録したほか、5試合で遊撃守備にも就いた。
2017年はシーズン開幕前の2月8日に第4回WBC本戦のコロンビア代表に選出された。シーズンでは2年ぶりにメジャーに昇格したがショーン・アームストロングの昇格に伴い、オプションでマイナーに降格した。しかし、ライアン・メリットと入れ替わる形でメジャーに再昇格した。その後、降格したが、7月9日にジェイソン・キプニスの離脱に伴い、再度メジャーに昇格した。この年は67試合に出場して打率.224、1本塁打、15打点を記録した。
2018年5月4日にDFAとなった。

### ブルージェイズ時代
2018年5月9日に後日発表選手とのトレードで、トロント・ブルージェイズへ移籍した。移籍後は19試合に出場して打率.233、1本塁打、3打点を記録した。6月26日にDFAとなり、7月3日にマイナー契約で傘下のAAA級バッファロー・バイソンズへ配属された。

### ヤンキース時代
2018年8月4日に金銭トレードで、ニューヨーク・ヤンキースへ移籍し、傘下のAAA級スクラントン・ウィルクスバリ・レイルライダースへ配属された。この年、AAA級では3球団合計で62試合に出場し、打率.286、2本塁打、24打点などを記録した。
2019年の開幕はAAA級スクラントン・ウィルクスバリで迎えた。4月6日にメジャー契約を結んでアクティブ・ロースター入りした。ミゲル・アンドゥハーの故障離脱に伴い三塁手のレギュラーに定着し、132試合に出場し、規定打席には届かなかったものの打率.314、21本塁打、74打点の好成績を記録し、飛躍の1年となった。
2020年は60試合制で43試合に出場し、打撃では規定打席には届かなかったものの打率.298、6本塁打、30打点などの好成績を記録した。守備では三塁手のみに専念し1失策で、守備率.992は三塁手としてのシーズン歴代最高記録を更新した。クリーブランド・インディアンスとのワイルドカードシリーズ第2戦で満塁本塁打を記録するなど、ディビジョンシリーズ進出に貢献した。9月4日には右肘の骨棘で故障者リストに登録されていたが、オフの12月に右肘の骨片の除去手術を受け、全治3カ月と見込まれている。

### ツインズ時代
2022年3月13日にジョシュ・ドナルドソン、アイザイア・カイナー＝ファレファ、ベン・ロートベットとのトレードで、ゲイリー・サンチェスと共にミネソタ・ツインズへ移籍した。

### エンゼルス時代
2022年11月18日にアレハンドロ・ヒダルゴとのトレードで、ロサンゼルス・エンゼルスへ移籍した。
2023年はシーズン開幕前の3月に開催された第5回WBCのコロンビア代表に選出され、3大会連続3度目の選出を果たした。しかし、同大会でコロンビアはグループ最下位となったため次大会は予選降格となった。
6月23日に60日間の故障者リストに登録された。オフの11月3日にFAとなった。

### タイガース時代
2024年2月23日にデトロイト・タイガースと1年総額150万ドルの契約を結んだ。タイガースでは92試合に出場し、打率.243、5本塁打、37打点を記録した。
8月16日にDFAとなり、18日にFAとなった。

### ブレーブス時代
2024年8月20日にアトランタ・ブレーブスとメジャー契約を結んだ。この年は2球団合計で128試合に出場し、打率.250、9本塁打、52打点、OPS.647を記録した。オフの10月31日にFAとなった。

### アスレチックス時代
2024年12月22日にアスレチックスと215万ドルの1年契約を結んだ。オプションとして最大40万ドルの出来高が含まれる。8月15日に、ジャレッド・シュスターの昇格に伴いDFAとなった。

## 詳細情報

### 年度別打撃成績
| 年 度    | 球 団    | 試 合 | 打 席 | 打 数 | 得 点 | 安 打 | 二 塁 打 | 三 塁 打 | 本 塁 打 | 塁 打 | 打 点 | 盗 塁 | 盗 塁 死 | 犠 打 | 犠 飛 | 四 球 | 敬 遠 | 死 球 | 三 振 | 併 殺 打 | 打 率 | 出 塁 率 | 長 打 率 | O P S |
| -------- | -------- | ----- | ----- | ----- | ----- | ----- | -------- | -------- | -------- | ----- | ----- | ----- | -------- | ----- | ----- | ----- | ----- | ----- | ----- | -------- | ----- | -------- | -------- | ----- |
| 2015     | CLE      | 81    | 288   | 267   | 25    | 60    | 8        | 1        | 6        | 88    | 21    | 0     | 1        | 1     | 0     | 18    | 0     | 2     | 58    | 9        | .225  | .279     | .330     | .608  |
| 2017     | CLE      | 67    | 165   | 156   | 14    | 35    | 7        | 0        | 1        | 45    | 15    | 0     | 0        | 1     | 0     | 8     | 0     | 0     | 22    | 6        | .224  | .262     | .288     | .551  |
| 2018     | TOR      | 19    | 46    | 43    | 7     | 10    | 1        | 0        | 1        | 14    | 3     | 0     | 0        | 0     | 0     | 2     | 0     | 1     | 10    | 1        | .233  | .283     | .326     | .608  |
| 2019     | NYY      | 132   | 476   | 442   | 73    | 139   | 34       | 0        | 21       | 236   | 74    | 1     | 1        | 0     | 4     | 25    | 1     | 5     | 87    | 13       | .314  | .355     | .534     | .889  |
| 2020     | NYY      | 43    | 174   | 151   | 24    | 45    | 11       | 0        | 6        | 74    | 30    | 1     | 0        | 0     | 4     | 18    | 0     | 1     | 25    | 6        | .298  | .368     | .490     | .858  |
| 2021     | NYY      | 116   | 442   | 420   | 42    | 112   | 18       | 2        | 14       | 176   | 49    | 1     | 0        | 0     | 1     | 20    | 0     | 1     | 109   | 16       | .267  | .301     | .419     | .720  |
| 2022     | MIN      | 144   | 551   | 501   | 61    | 143   | 27       | 3        | 13       | 215   | 64    | 1     | 0        | 0     | 7     | 41    | 2     | 2     | 96    | 21       | .285  | .338     | .429     | .767  |
| 2023     | LAA      | 62    | 228   | 214   | 22    | 64    | 8        | 1        | 2        | 80    | 24    | 3     | 2        | 0     | 3     | 10    | 0     | 1     | 36    | 9        | .299  | .329     | .374     | .703  |
| 2024     | DET      | 92    | 325   | 300   | 25    | 73    | 10       | 1        | 5        | 100   | 37    | 0     | 0        | 0     | 5     | 19    | 1     | 1     | 49    | 12       | .243  | .286     | .333     | .619  |
| 2024     | ATL      | 36    | 136   | 132   | 9     | 35    | 9        | 0        | 4        | 56    | 15    | 0     | 0        | 0     | 0     | 4     | 0     | 0     | 23    | 1        | .265  | .287     | .424     | .711  |
| '24計    | ATL      | 128   | 461   | 432   | 34    | 108   | 19       | 1        | 9        | 156   | 52    | 0     | 0        | 0     | 5     | 23    | 1     | 1     | 72    | 13       | .250  | .286     | .361     | .647  |
| MLB：9年 | MLB：9年 | 792   | 2831  | 2626  | 302   | 716   | 133      | 8        | 73       | 1084  | 332   | 7     | 4        | 2     | 24    | 165   | 4     | 14    | 515   | 94       | .273  | .316     | .413     | .729  |

- 2024年度シーズン終了時

### 年度別守備成績
| 年 度 | 球 団 | 一塁（1B） | 一塁（1B） | 一塁（1B） | 一塁（1B） | 一塁（1B） | 一塁（1B） | 二塁（2B） | 二塁（2B） | 二塁（2B） | 二塁（2B） | 二塁（2B） | 二塁（2B） | 三塁（3B） | 三塁（3B） | 三塁（3B） | 三塁（3B） | 三塁（3B） | 三塁（3B） | 遊撃（SS） | 遊撃（SS） | 遊撃（SS） | 遊撃（SS） | 遊撃（SS） | 遊撃（SS） |
| 年 度 | 球 団 | 試 合      | 刺 殺      | 補 殺      | 失 策      | 併 殺      | 守 備 率   | 試 合      | 刺 殺      | 補 殺      | 失 策      | 併 殺      | 守 備 率   | 試 合      | 刺 殺      | 補 殺      | 失 策      | 併 殺      | 守 備 率   | 試 合      | 刺 殺      | 補 殺      | 失 策      | 併 殺      | 守 備 率   |
| ----- | ----- | ---------- | ---------- | ---------- | ---------- | ---------- | ---------- | ---------- | ---------- | ---------- | ---------- | ---------- | ---------- | ---------- | ---------- | ---------- | ---------- | ---------- | ---------- | ---------- | ---------- | ---------- | ---------- | ---------- | ---------- |
| 2015  | CLE   | -          | -          | -          | -          | -          | -          | -          | -          | -          | -          | -          | -          | 80         | 41         | 145        | 6          | 17         | .969       | -          | -          | -          | -          | -          | -          |
| 2017  | CLE   | 2          | 2          | 0          | 0          | 1          | 1.000      | 5          | 2          | 8          | 1          | 2          | .909       | 60         | 28         | 66         | 4          | 7          | .959       | 5          | 2          | 8          | 0          | 2          | 1.000      |
| 2018  | TOR   | -          | -          | -          | -          | -          | -          | -          | -          | -          | -          | -          | -          | 10         | 3          | 12         | 0          | 0          | 1.000      | 8          | 5          | 11         | 1          | 0          | .941       |
| 2019  | NYY   | 1          | 8          | 0          | 0          | 1          | 1.000      | -          | -          | -          | -          | -          | -          | 123        | 59         | 212        | 13         | 20         | .954       | -          | -          | -          | -          | -          | -          |
| 2020  | NYY   | -          | -          | -          | -          | -          | -          | -          | -          | -          | -          | -          | -          | 43         | 34         | 86         | 1          | 10         | .992       | -          | -          | -          | -          | -          | -          |
| 2021  | NYY   | -          | -          | -          | -          | -          | -          | -          | -          | -          | -          | -          | -          | 96         | 56         | 175        | 10         | 26         | .959       | 28         | 23         | 42         | 2          | 6          | .970       |
| 2022  | MIN   | -          | -          | -          | -          | -          | -          | -          | -          | -          | -          | -          | -          | 136        | 100        | 237        | 6          | 25         | .983       | 2          | 0          | 1          | 0          | 0          | 1.000      |
| 2023  | LAA   | 22         | 120        | 10         | 1          | 13         | .992       | 1          | 0          | 0          | 0          | 0          |            | 37         | 17         | 64         | 5          | 8          | .942       | 9          | 8          | 20         | 1          | 1          | .966       |
| 2024  | DET   | 18         | 122        | 7          | 0          | 12         | 1.000      | -          | -          | -          | -          | -          | -          | 74         | 37         | 107        | 5          | 7          | .966       | -          | -          | -          | -          | -          | -          |
| 2024  | ATL   | -          | -          | -          | -          | -          | -          | -          | -          | -          | -          | -          | -          | 36         | 22         | 77         | 2          | 15         | .980       | 1          | 0          | 0          | 0          | 0          |            |
| '24計 | ATL   | 18         | 122        | 7          | 0          | 12         | 1.000      | -          | -          | -          | -          | -          | -          | 110        | 59         | 184        | 7          | 22         | .972       | 1          | 0          | 0          | 0          | 0          |            |
| MLB   | MLB   | 43         | 252        | 17         | 1          | 27         | .996       | 6          | 2          | 8          | 1          | 2          | .909       | 695        | 397        | 1181       | 52         | 135        | .968       | 53         | 38         | 82         | 4          | 9          | .968       |

| 年 度 | 球 団 | 左翼（LF） | 左翼（LF） | 左翼（LF） | 左翼（LF） | 左翼（LF） | 左翼（LF） |
| 年 度 | 球 団 | 試 合      | 刺 殺      | 補 殺      | 失 策      | 併 殺      | 守 備 率   |
| ----- | ----- | ---------- | ---------- | ---------- | ---------- | ---------- | ---------- |
| 2019  | NYY   | 1          | 2          | 0          | 0          | 0          | 1.000      |
| MLB   | MLB   | 1          | 2          | 0          | 0          | 0          | 1.000      |

- 2024年度シーズン終了時
- 各年度の太字はリーグ最高
- 赤文字はMLBにおける歴代最高

### 記録
- シーズン守備率：.9917（2020年、三塁手として歴代1位）※従来の最高はトニー・フェルナンデス（1994年）の.9910[20]

### 背番号
- 39（2015年、2017年）
- 3（2018年）
- 29（2019年 - 2021年）
- 15（2022年）
- 10（2023年）
- 13（2024年 - 2024年8月15日、2025年）
- 9（2024年8月20日 - 同年終了）

### 代表歴
- 2013 ワールド・ベースボール・クラシック予選 コロンビア代表
- 2017 ワールド・ベースボール・クラシック コロンビア代表
- 2023 ワールド・ベースボール・クラシック コロンビア代表